# Lego Masters (France)
 (juin 2025).
- Si vous ne connaissez pas le sujet, laissez ce bandeau (vous pouvez alors contacter les auteurs).
- Si vous supprimez le contenu mis en cause (vous pouvez préalablement contacter les auteurs),

argumentez précisément cette suppression dans la page de discussion
(un manque de référence n'est pas un argument ; une recherche réelle de référence doit avoir été effectuée, être formellement documentée).
Cet article concerne la version française de l'émission. Pour les versions étrangères, voir Lego Masters.
Lego Masters est une émission de télévision française de téléréalité, diffusée en France, sur M6, depuis le 23 décembre 2020 et en Belgique, sur RTL TVI, depuis le 26 décembre 2020. Elle est présentée par Éric Antoine.
L'émission est adaptée de la version britannique Lego Masters (en), conçue en 2017 et du format international Lego Masters du même nom.

## Production et organisation
L'émission est présentée par Éric Antoine et produite par la société de production EndemolShine France.
Elle est basée sur le format international Lego Masters.

### Tournage
L'émission a été tournée en juillet 2020, dans un studio du Pré-Saint-Gervais (le même que Top Chef), durant 25 jours. Il s'agit d'un des tournages les plus longs de la chaîne. En effet, une heure d'émission correspondant à peu près à trois jours de tournage, en raison de la durée de fabrication des œuvres, et donc des épreuves (pouvant aller de 7 h jusqu'à 24 h). Des pauses sont consenties aux candidats, notamment pour les repas et les soirs.
Toutes les briques de Lego utilisées dans l'émission (qui sont environ au nombre de 2,5 millions, soit près de 3 tonnes de pièces) ont été achetées par la société de production EndemolShine France, et n'ont pas été prêtées par la marque,.

## Principe
Des binômes de candidats s'affrontent autour de constructions en Lego. Au cours de chaque épisode, ils participent à deux épreuves, lesquelles sont relativement longues en termes de durée, et au cours desquelles ils doivent réaliser une construction sur un thème précis. Ils sont alors jugés par un jury, appelé « brickmasters », qui décide du binôme quittant le programme. Le but étant d'être le dernier binôme en compétition, pour remporter les 20 000 € promis au vainqueurs,,.

## Participants

### «Brickmasters»
Les deux jurés de l'émission sont Georg Schmitt et Aveline Stokart sont appelés les « brickmasters »,.

### Candidats

#### Saison 1
| # | Candidats | Candidats     | Profession                      | Âge    | Surnom                      | Départ et réf.             |
| - | --------- | ------------- | ------------------------------- | ------ | --------------------------- | -------------------------- |
| 1 | ♂         | David         | Étudiant                        | 21 ans | Le technicien et le créatif | Vainqueurs (épisode 1 – 4) |
| 1 | ♂         | Sébastien     | Graphiste peintre               | 46 ans | Le technicien et le créatif | Vainqueurs (épisode 1 – 4) |
| 2 | ♂         | Alban         | Infographiste                   | 42 ans | Les papas belges            | Finalistes (épisode 1 – 4) |
| 2 | ♂         | Xavier        | Chef d'entreprise               | 41 ans | Les papas belges            | Finalistes (épisode 1 – 4) |
| 3 | ♂         | Guillaume     | Étudiant ingénieur              | 23 ans | Les geeks de la brique      | Finalistes (épisode 1 – 4) |
| 3 | ♂         | Loïc          | Étudiant en design des produits | 20 ans | Les geeks de la brique      | Finalistes (épisode 1 – 4) |
| 4 | ♀         | Marguerite    | Artiste plasticienne            | 26 ans | Les artistes déjantés       | Éliminés (épisode 1 – 4)   |
| 4 | ♂         | Renaud        | Artiste plasticien              | 34 ans | Les artistes déjantés       | Éliminés (épisode 1 – 4)   |
| 5 | ♂         | Maximilien    | Journaliste                     | 26 ans | Les étudiants parisiens     | Éliminés (épisode 1 – 3)   |
| 5 | ♂         | Thibault      | Étudiant en droit               | 27 ans | Les étudiants parisiens     | Éliminés (épisode 1 – 3)   |
| 6 | ♂         | Jean-Philippe | Technicien informatique         | 52 ans | Le père et son fils         | Éliminés (épisode 1 – 3)   |
| 6 | ♂         | Yann          | Étudiant en master informatique | 22 ans | Le père et son fils         | Éliminés (épisode 1 – 3)   |
| 7 | ♀         | Christelle    | Banquière                       | 47 ans | Les inconnus                | Éliminés (épisode 1 – 2)   |
| 7 | ♂         | Johan         | Technico-commercial             | 34 ans | Les inconnus                | Éliminés (épisode 1 – 2)   |
| 8 | ♀         | Ariana        | Bibliothécaire                  | 31 ans | Les amoureux                | Éliminés (épisode 1)       |
| 8 | ♂         | Aurélien      | Cadreur et monteur              | 32 ans | Les amoureux                | Éliminés (épisode 1)       |

#### Saison 2
| # | Candidats | Candidats | Profession                                          | Âge    | Surnom                        | Départ et réf.             |
| - | --------- | --------- | --------------------------------------------------- | ------ | ----------------------------- | -------------------------- |
| 1 | ♂         | Eric      | Ingénieur en génie civil                            | 29 ans | Les métalleux Suisses         | Vainqueur (épisode 1 – 4), |
| 1 | ♂         | Alex      | Menuisier                                           | 24 ans | Les métalleux Suisses         | Vainqueur (épisode 1 – 4), |
| 2 | ♂         | Marin     | Vendeur logistique                                  | 27 ans | Les meilleurs potes           | Finalistes (épisode 1 – 4) |
| 2 | ♂         | Alexandre | Graphiste                                           | 28 ans | Les meilleurs potes           | Finalistes (épisode 1 – 4) |
| 3 | ♀         | Marine    | Conseillère de vente                                | 32 ans | Les rétros de la brique       | Finalistes (épisode 1 – 4) |
| 3 | ♂         | Benjamin  | En préparation du concours de professeur des écoles | 30 ans | Les rétros de la brique       | Finalistes (épisode 1 – 4) |
| 4 | ♂         | Etienne   | Gérant d’une société de gaming                      | 38 ans | Les parents cool              | Éliminés (épisode 1 – 4)   |
| 4 | ♀         | Christine | Développeuse produit                                | 39 ans | Les parents cool              | Éliminés (épisode 1 – 4)   |
| 5 | ♂         | Aurelien  | Chef de cuisine                                     | 32 ans | Le technicien et l’artiste    | Éliminés (épisode 1 – 3)   |
| 5 | ♂         | Vincent   | Artiste                                             | 39 ans | Le technicien et l’artiste    | Éliminés (épisode 1 – 3)   |
| 6 | ♂         | Loïc      | Développeur informatique                            | 23 ans | Les grands ados               | Éliminés (épisode 1 – 3)   |
| 6 | ♂         | Sandor    | Autoentrepreneur                                    | 23 ans | Les grands ados               | Éliminés (épisode 1 – 3)   |
| 7 | ♀         | Céline    | Chargée de formation                                | 38 ans | Les collègues que tout oppose | Éliminés (épisode 1 – 2)   |
| 7 | ♂         | Stéphane  | Responsable pédagogique                             | 40 ans | Les collègues que tout oppose | Éliminés (épisode 1 – 2)   |
| 8 | ♀         | Laure     | Graphiste                                           | 28 ans | La Ch'Team                    | Éliminés (épisode 1)       |
| 8 | ♂         | Hervé     | Formateur prestataire EDF                           | 54 ans | La Ch'Team                    | Éliminés (épisode 1)       |

#### Saison 3
| # | Candidats | Candidats | Profession                           | Âge    | Surnom                      | Départ et réf.             |
| - | --------- | --------- | ------------------------------------ | ------ | --------------------------- | -------------------------- |
| 1 | ♂         | Rodolphe  | Agent de maîtrise                    | 51 ans | Le père et le fils décalés  | Vainqueur (épisode 1 – 4)  |
| 1 | ♂         | Théo      | Technicien en bureau d’études        | 21 ans | Le père et le fils décalés  | Vainqueur (épisode 1 – 4)  |
| 2 | ♂         | Mickaël   | Dessinateur naval                    | 46 ans | Les potes d’Armor           | Finalistes (épisode 1 – 4) |
| 2 | ♂         | Fabien    | Agent d'informations hospitalier     | 51 ans | Les potes d’Armor           | Finalistes (épisode 1 – 4) |
| 3 | ♂         | Camille   | Psychiatre                           | 35 ans | Les originaux de la brique  | Finalistes (épisode 1 – 4) |
| 3 | ♀         | Caroline  | Étudiante en art et décoration       | 22 ans | Les originaux de la brique  | Finalistes (épisode 1 – 4) |
| 4 | ♂         | Marius    | Étudiant en école d’art et graphisme | 19 ans | Les Stranger Bricks         | Éliminés (épisode 1 – 4)   |
| 4 | ♂         | Thibaut   | Étudiant en école d’art et graphisme | 18 ans | Les Stranger Bricks         | Éliminés (épisode 1 – 4)   |
| 5 | ♂         | Aurélien  | Vendeur en multimédia                | 32 ans | Les collègues de la brique  | Éliminés (épisode 1 – 3)   |
| 5 | ♂         | Lucas     | Vendeur dans un magasin de jouets    | 24 ans | Les collègues de la brique  | Éliminés (épisode 1 – 3)   |
| 6 | ♂         | Yann      | Commerçant sur des marchés           | 49 ans | Le couple chamailleur       | Éliminés (épisode 1 – 3)   |
| 6 | ♀         | Anaïs     | Tapissière d’ameublement             | 36 ans | Le couple chamailleur       | Éliminés (épisode 1 – 3)   |
| 7 | ♀         | Camille   | Cheffe d’entreprise                  | 37 ans | Les mamans poules           | Éliminés (épisode 1 – 2)   |
| 7 | ♀         | Morgane   | En reconversion                      | 30 ans | Les mamans poules           | Éliminés (épisode 1 – 2)   |
| 8 | ♂         | Cédric    | Chef de projets sénior               | 44 ans | Frangin, frangine, rockeurs | Éliminés (épisode 1)       |
| 8 | ♀         | Angie     | Chargée d’études et réalisations     | 28 ans | Frangin, frangine, rockeurs | Éliminés (épisode 1)       |

#### Saison 4
| # | Candidats | Candidats | Profession                    | Âge    | Surnom                              | Départ et réf.             |
| - | --------- | --------- | ----------------------------- | ------ | ----------------------------------- | -------------------------- |
| 1 | ♂         | Augustin  | Étudiant en LEA               | 22 ans | Les inconnus                        | Vainqueur (épisode 1 – 4)  |
| 1 | ♂         | Bertrand  | Conducteur de rénovation      | 50 ans | Les inconnus                        | Vainqueur (épisode 1 – 4)  |
| 2 | ♂         | Julien    | Employé de la Mairie          | 34 ans | Les sudistes                        | Finalistes (épisode 1 – 4) |
| 2 | ♂         | Eliès     | Étudiant Ingénieur IMAC       | 22 ans | Les sudistes                        | Finalistes (épisode 1 – 4) |
| 3 | ♂         | Boris     | Ingénieur                     | 23 ans | Les frères complices                | Éliminés (épisode 1 – 4)   |
| 3 | ♂         | Adrien    | DG                            | 27 ans | Les frères complices                | Éliminés (épisode 1 – 4)   |
| 4 | ♂         | Nicolas   | Chef d’entreprise             | 45 ans | Les papas poules                    | Éliminés (épisode 1 – 3)   |
| 4 | ♂         | Thomas    | Agent SNCF                    | 38 ans | Les papas poules                    | Éliminés (épisode 1 – 3)   |
| 5 | ♀         | Claire    | Assistance dentaire           | 32 ans | Le frère et la sœur que tout oppose | Éliminés (épisode 1 – 3)   |
| 5 | ♂         | Mikaël    | Technicien itinérant          | 39 ans | Le frère et la sœur que tout oppose | Éliminés (épisode 1 – 3)   |
| 6 | ♀         | Élise     | Étudiante                     | 18 ans | Le père et sa fille                 | Éliminés (épisode 1 – 2)   |
| 6 | ♂         | Mathieu   | Artisan Plombier-Chauffagiste | 50 ans | Le père et sa fille                 | Éliminés (épisode 1 – 2)   |
| 7 | ♂         | Julien    | Étudiant en commerce          | 19 ans | Le sage et le disciple              | Éliminés (épisode 1 – 2)   |
| 7 | ♂         | Robert    | Musicien                      | 60 ans | Le sage et le disciple              | Éliminés (épisode 1 – 2)   |
| 8 | ♀         | Marie     | Auteure                       | 43 ans | Le couple d’artistes                | Éliminés (épisode 1)       |
| 8 | ♂         | Nanta     | Chargé d’événements           | 47 ans | Le couple d’artistes                | Éliminés (épisode 1)       |

#### Saison 5
| # | Candidats | Candidats    | Profession                      | Âge    | Surnom                          | Départ et réf.             |
| - | --------- | ------------ | ------------------------------- | ------ | ------------------------------- | -------------------------- |
| 1 | ♂         | Pierre       | Freelance effet spéciaux        | 25 ans | Les fanas du cinéma             | Vainqueur (épisode 1 – 4)  |
| 1 | ♂         | Arthur       | Étudiant en cinema              | 20 ans | Les fanas du cinéma             | Vainqueur (épisode 1 – 4)  |
| 2 | ♂         | Aurélien     | Ingénieurs en informatique      | 31 ans | Les ingénieurs randonneurs      | Finalistes (épisode 1 – 4) |
| 2 | ♂         | Alexis       | Ingénieurs en informatique      | 25 ans | Les ingénieurs randonneurs      | Finalistes (épisode 1 – 4) |
| 3 | ♂         | Cédric       | Fonctionnaire                   | 38 ans | Les frères belges               | Éliminés (épisode 1 – 4)   |
| 3 | ♂         | Quentin      | Inspecteur de police            | 36 ans | Les frères belges               | Éliminés (épisode 1 – 4)   |
| 4 | ♂         | Gérald       | Technicien informatique         | 44 ans | Les éternels adolescents        | Éliminés (épisode 1 – 3)   |
| 4 | ♂         | Nicolas      | Conducteur de train             | 34 ans | Les éternels adolescents        | Éliminés (épisode 1 – 3)   |
| 5 | ♂         | William      | Directeur de régie publicitaire | 51 ans | Mon beau-père, mon binôme       | Éliminés (épisode 1 – 2)   |
| 5 | ♀         | Chloé        | Étudiante en droit              | 21 ans | Mon beau-père, mon binôme       | Éliminés (épisode 1 – 2)   |
| 6 | ♀         | Marie-Céline | Neuropsychologue                | 46 ans | Le couple d’amour et de briques | Éliminés (épisode 1 – 2)   |
| 6 | ♂         | Samuel       | Chef de projets                 | 46 ans | Le couple d’amour et de briques | Éliminés (épisode 1 – 2)   |
| 7 | ♂         | Casper       | Informaticien                   | 47 ans | Les divorcés                    | Éliminés (épisode 1)       |
| 7 | ♀         | Céline       | Employé de banque               | 48 ans | Les divorcés                    | Éliminés (épisode 1)       |
| 8 | ♀         | Charlotte    | Patisserie et boulangerie       | 36 ans | Les amis d’enfance belge        | Éliminés (épisode 1)       |
| 8 | ♂         | Frédéric     | Designer graphique              | 36 ans | Les amis d’enfance belge        | Éliminés (épisode 1)       |

## Logo

Logo des saisons 1 à 2

## Saisons

### Déroulement
| Saisons  | Nombre de participants | Nombre d'épisodes | Diffusion française                    | Vainqueurs           | Animateurs   | Brickmasters  | Brickmasters    |
| -------- | ---------------------- | ----------------- | -------------------------------------- | -------------------- | ------------ | ------------- | --------------- |
| Saison 1 | 8 binômes              | 4                 | Du 23 décembre 2020 au 12 janvier 2021 | David et Sébastien   | Éric Antoine | Georg Schmitt | Paulina Aubey   |
| Saison 2 | 8 binômes              | 4                 | Du 28 décembre 2021 au 11 janvier 2022 | Eric et Alex         | Éric Antoine | Georg Schmitt | Paulina Aubey   |
| Saison 3 | 8 binômes              | 4                 | Du 27 octobre 2022 au 17 novembre 2022 | Rodolphe et Théo     | Éric Antoine | Georg Schmitt | Paulina Aubey   |
| Saison 4 | 8 binômes              | 4                 | Du 25 décembre 2023 au 2 janvier 2024  | Augustin et Bertrand | Éric Antoine | Georg Schmitt | Aveline Stokart |
| Saison 5 | 8 binômes              | 4                 | Du 7 juillet 2025 au 28 juillet 2025   | Pierre et Arthur     | Éric Antoine | Georg Schmitt | Fuchsia d'Enfer |

### Détails

#### Saison 1 (2020)
Pour cette première saison, 8 binômes sont en compétition. Ils s'affrontent dans un concours présenté par Éric Antoine et jugé par Georg Schmitt et Paulina Aubey.
Cette saison est diffusée en France, sur M6, du 23 décembre 2020 au 12 janvier 2021. Tous les épisodes sont diffusés en prime-time, les mardis et mercredis à 21 h 5. La saison est rediffusée en France, sur Gulli, du 22 mai au 12 juin 2021. Tous les épisodes sont rediffusés en prime-time, le samedi à 21 h 5. En Belgique, elle est diffusée sur RTL TVI, du 26 décembre au 16 janvier 2021, tous les samedis à 20 h 20.
C'est le binôme David et Sébastien qui remporte cette première édition. Ils empochent 20 000 €.

#### Saison 2 (2021-2022)
Le tournage d'une deuxième saison est confirmé en mars 2021.
Pour cette seconde saison, 8 binômes sont en compétition. Ils s'affrontent dans un concours présenté par Éric Antoine et jugé par Georg Schmitt et Paulina Aubey.
Cette saison est diffusée en France, sur M6, du 28 décembre 2021 au 11 janvier 2022. Tous les épisodes sont diffusés en prime-time, les mardis et mercredis à 21 h 5. La saison est rediffusée en France, sur Gulli, du 23 avril 2022 au 14 mai 2022. Tous les épisodes sont rediffusés en prime-time, le samedi à 21 h 5. En Belgique, elle est diffusée sur RTL TVI, du 1er janvier au 22 janvier 2022, tous les samedis à 20 h 20.
C'est le binôme suisse Eric et Alex qui remporte cette deuxième édition. Ils empochent 20 000 €.

#### Saison 3 (2022)
Le programme est renouvelé pour une troisième saison, dont le casting a débuté en avril 2022.
Pour cette troisième saison, 8 binômes sont en compétition. Ils s'affrontent dans un concours présenté par Éric Antoine et jugé par Georg Schmitt et Paulina Aubey.
Cette saison est diffusée en France, sur M6, du 27 octobre 2022 au 17 novembre 2022. Tous les épisodes sont diffusés en prime-time, les jeudis à 21 h 10. La saison est rediffusée en France, sur Gulli, du 18 février au 11 mars 2023. Tous les épisodes sont rediffusés en prime-time, le samedi à 21 h 5.
C'est le binôme Rodolphe et Théo qui remporte cette troisième édition. Ils empochent 20 000 €.

#### Saison 4 (2023-2024)
Le programme est renouvelé pour une quatrième saison. Huit binômes sont en compétition. Ils s'affrontent dans un concours présenté par Éric Antoine et jugé par Georg Schmitt et Aveline Stokart.
Cette saison est diffusée en France, sur M6 du 25 décembre 2023 au 2 janvier 2024. Tous les épisodes sont diffusés en prime-time, les lundis et mardis à 21 h 10. La saison sera comme les autres rediffusée en France, sur Gulli.
C'est le binôme Augustin et Bertrand qui remporte cette quatrième saison. Ils empochent 20 000€.

#### Saison 5 (2025)
Le programme est renouvelé pour une cinquième saison. Huit binômes sont en compétition. Ils s'affrontent dans un concours présenté par Éric Antoine et jugé par Georg Schmitt et Fuchsia d'Enfer.
Cette saison est diffusée en France, sur M6 du 7 juillet 2025 au 28 juillet 2025. Tous les épisodes sont diffusés en prime-time, les lundis à 21 h 10.
C'est le binôme Pierre et Arthur qui remporte cette cinquième saison. Ils empochent 20 000€.

## Épreuves

### La saison 1
- « Le Crazy Park », les candidats doivent construire un parc d'attractions à leur image ;
- « Super-Héro VS Super-Méchant », 2 équipes doivent formé un duo de figurine (qui seront désigné comme Gentille ou Méchant) et par la suite construire le décor qui correspond à une bataille entre ces 2 figurines[19];
- « Le Mega Big Bang », les candidats doivent construire une œuvre sur le thème de l'espace, qui doit être à la fois assez solide pour tenir debout, mais suffisamment fragile, pour exploser et se détruire de manière artistique, selon un mode de destruction qu'ils auront tiré au sort [18] ;
- « Le Mega Pont », les candidats doivent construire un pont de 2 m de long à leur image, capable de supporter le plus de poids possible ;
- « La Super Ville », les candidats doivent construire en première partie le quartier de toute une ville à leur image puis dans la seconde partie « Panique en Ville », les candidats devront retirer quelques briques pour ajouter une attaque dans leur quartier tout en restant dans leurs thèmes [17] ;
- « Moitié-Moitié », les candidats doivent construire l’autre moitié d’un objet et qui doit coïncider avec l’objet ;
- « La Machine à remonter le temps », durant laquelle les candidats doivent construire une section identifiée à une période historique donnée ;
- « La Finale », les finalistes doivent construire une œuvre sans thème imposé où le vainqueur sera désigné à l’issue des votes des brickmasters, des anciens binômes et d’un public[16].

### La saison 2
- « L’aventurier des mondes perdus », les candidats doivent construire un monde perdu en ajoutant un mécanisme de piège à l’aventurier à leur image[25];
- « La brique Suspendue », les candidats doivent construire en l’air à partir d’une brique suspendue une réalisation à leur image qui coïncide avec la situation ;
- « Opération Héros », les candidats doivent construire une scène d’action à partir d’une figurine et d'une explosion qui ont tirée au sort (slimes, paillettes, eau) et qui doit avoir une explosion spectaculaire pour le héros[24];
- « La tour Infernale », les candidats doivent construire une tour d’1m 20 de hauteur à leur image et qui doit résister à des secousses de plus en plus élevées ;
- « Il était une fois une brique », les candidats doivent construire une histoire imaginé par des enfants puis dans la deuxième partie, construire un méchant imaginé par un des enfants, différent pour chaque binôme[23];
- « Le monde à l’envers », les candidats doivent construire une œuvre au-dessus et en dessous de leur table mettant en scène 2 surfaces liés ;
- « L’arbre magique », les candidats doivent construire une œuvre à partir d'une branche d’un faux arbre présent sur le plateau et qui doit coïncider avec la thématique ;
- « La finale », les finalistes doivent construire une œuvre sans thème imposé où le vainqueur sera désigné à l’issue des votes des brickmasters, des anciens binômes et d’un public[22].

### La saison 3
- « Dans une galaxie lointaine, très lointaine ... » les candidats doivent construire une planète inspirée d’une figure tirée au sort avec un vaisseau spatial qui colle à leur thème[30],[29];
- « À l’attaque du château ! », les candidats doivent construire un château fort à partir des figures qu'on leur a attribué et qui doit faire une destruction spectaculaire par une boule de bowling ;
- « Autant en emporte la brique ... »,  les candidats doivent construire une œuvre sur le thème du ciel à leur image sur un nuage suspendu et qui doit s'animé grâce à la force du vent de plus en plus élevées ;
- « La roue du destin ! », les candidats doivent construire une histoire avec un début, un milieu et une fin qui leur sont attribués par la roue du destin, les candidats ont dû la tourner toutes les quatre heures ;
- « Monster city », les candidats doivent construire un quartier d’une ville de monstre en s’inspirant de la figure de monstre et du bâtiment demandé[28] ;
- « Le pont infernal », les candidats doivent construire un pont d’1m 20 de longueur, de 32 cm de largeur et de 50 cm de hauteur à leur image et qui doit résister à des secousses de plus en plus élevées ;
  - « La tour Infernale », les candidats restants doivent construire une tour assez haut pour éviter l’élimination en utilisant les briques déjà utilisées durant la précédente épreuve et sans utiliser d’échelle ni d’escabeau ;
- « La terreur des profondeurs marines », les candidats doivent construire une scène qui se déroule sous l'eau  au momment de l'inondation et l'autre en surface qui doit coller au thème de l’eau avec un monstre marin et en s’aspirant d’une figure sélectionnée[27] ;
- « La finale », les finalistes doivent construire une œuvre sans thème imposé où le vainqueur sera désigné à l’issue des votes des brickmasters, des anciens binômes et d’un public.

### La saison 4
La nouveauté de cette saison est la machine infernale qui imposera au candidat une condition supplémentaire dans l’épreuve à tout moment de chaque défi. 
- « Bienvenue à Brick City », les candidats doivent construire un quartier de toute une ville à leur image (la machine infernale a voulu inclure de la luminosité dans leurs constructions pour qu’elle soit visible dans le noir)[35] ;
- « Les chute de Niagarabrick », les candidats doivent construire une embarcation à leur image qui devra tomber d'une fausse falaise pour faire une destruction spectaculaire (la machine infernale a obligé à l’un de chaque binôme de reproduire à l’identique un perroquet à partir des pièces donner en et en s’aidant du modèle pour commencer l’épreuve car elle se joue dans le temps imparti de l’épreuve) ;
- « Les Falaises de la Peur », les candidats doivent construire à la verticale avec 10 tenons, une falaise qui doit tenir un château qui doit être inspirée d’une figure tirée au sort et doit avoir une grande distance avec le mur (la machine infernale a fait venir Amixem pour annoncer aux binômes qu’il faut ajouter un monstre qui colle à leur thème)[34]  ;
- « Accroche toi si tu peux », les candidats doivent construire un cavalier à leurs images et qui doit résister à des secousses d’un taureau mécanique de plus en plus élevées (la machine infernale a voulu inclure un chapeau, des lunettes et un lasso sur leurs construction) ;
- « Le Grand Saut », les candidats doivent construire véhicule qui s’inspire d’une figure tirée au sort et qui va s'élancent le plus loin possible depuis une rampe en traversent un cercle de feu. (La machine infernale s’est amusée à raccourcir le temps de l’épreuve à chaque moment)[33] ;
- « La Fashion Brick », les candidats doivent construire un chapeau excentrique portable à leur image puis l’un des binômes doit défiler avec et doit le tenir pendant cinq secondes sans les mains (la machine infernale a voulu inclure un sac assorti avec leur construction) ;
  - « La tour Infernale », les candidats restants doivent construire une tour assez haut pour éviter l’élimination en utilisant les briques basiques sans utiliser d’échelle ni d’escabeau ;
- « Brickbuster », les candidats doivent construire une scène qui se déroule à l’intérieur d’un film projeté dans un ciné drive en s'inspirant du titre du film qu’ils leurs ont été attribués (la machine infernale a voulu briser le quatrième mur en répandant la scène dans tous le ciné drive afin de simuler une attaque)[32];
- « La finale », les finalistes doivent construire une œuvre sans thème imposé avec l’aide des 6 binômes éliminé où le vainqueur sera désigné à l’issue des votes des brickmasters et d’un public.

### La saison 5
- « L’univers de Batman », les candidats doivent construire un quartier de Gotham City et un véhicule inspiré par un des vilains de Batman qui a été sélectionné afin de simuler une bataille digne de l’univers du justicier noir [46] ;
- « Demolition Brick », les candidats doivent construire un château à leur image qui doit faire une destruction spectaculaire par une boule de démolition ;
- « Brickage du siècle », les candidats doivent construire un lieu à cambrioler selon le parcelle qu’ils ont choisi [47] ;
- « Vers la brique et au-delà », les candidats doivent construire une tour assez haut en utilisant les briques basiques et qui doit dépasser les 3m 50 pour utiliser les nacelles ;
- « Star Wars,  La brique contre-attaque », les candidats doivent construire une scènes cultes de la saga Star Wars en respectant le plans de la scène choisie [48] ;
- « La double brick suspendue », les candidats doivent construire sur deux brique suspendue en l’air une réalisation à leur image qui doit se coïncider entre eux et qui doit respecter la thématique de la lévitation ;
- « Une nuit au musée», les candidats doivent construire une œuvre artistique sur un tableau qui doit contenir au moins du relief pour représenter un animal sur son milieu primitif qui doit être inspirée d’une couleur tirée au sort[49] ;
- « La finale », les finalistes doivent construire une œuvre sans thème imposé avec l’aide des 6 binômes éliminé où le vainqueur sera désigné à l’issue des votes des brickmasters et d’un public.

## Audiences

### Audiences et diffusion en France
| Saison          | Jour et horaire de diffusion | Lancement              | Lancement      | Lancement | Finale                 | Finale         | Finale | Moyenne          | Moyenne        | Moyenne |
| Saison          | Jour et horaire de diffusion | Nb. de télespectateurs | PDM 4 ans et + | Réf.      | Nb. de télespectateurs | PDM 4 ans et + | Réf.   | Audience moyenne | PDM 4 ans et + | Réf.    |
| --------------- | ---------------------------- | ---------------------- | -------------- | --------- | ---------------------- | -------------- | ------ | ---------------- | -------------- | ------- |
| Saison 1 (2020) | Mardi à 21 h 5               | 4 059 000              | 17,2 %         | [ 50 ]    | 2 735 000              | 12,7 %         | [ 51 ] | 3 240 000        | 14,2 %         | [ 52 ]  |
| Saison 2 (2021) | Mardi et mercredi à 21 h 5   | 2 633 000              | 13,2 %         | [ 53 ]    | 2 141 000              | 10,8 %         | [ 54 ] | 2 270 000        | 11,3 %         | [ 55 ]  |
| Saison 3 (2022) | Jeudi à 21 h 10              | 2 250 000              | 12,3 %         | [ 56 ]    | 1 397 000              | 7,9 %          | [ 57 ] | 1 880 000        | 10,4 %         | [ 58 ]  |
| Saison 4 (2023) | Lundi et Mardi à 21 h 10     | 1 310 000              | 8,6 %          | [ 59 ]    | 1 335 000              | 7,5%           | [ 60 ] | 1 210 000        | 7 %            | [ 61 ]  |
| Saison 5 (2025) | Lundi à 21 h 10              | 1 207 000              | 6,8 %          | [ 62 ]    | 1 090 000              | 6,7%           | [ 63 ] | 1 030 000        | 7%             | [ 64 ]  |

Légende :
- plus hauts scores d'audience
- plus bas scores d'audience

| Légende : Saison 1 / Saison 2 / Saison 3/ Saison 4/ Saison 5 |